# Station Great Malvern
Great Malvern is een spoorwegstation van National Rail in Great Malvern, Malvern Hills in Engeland. Het station is eigendom van Network Rail en wordt beheerd door West Midland Trains. 

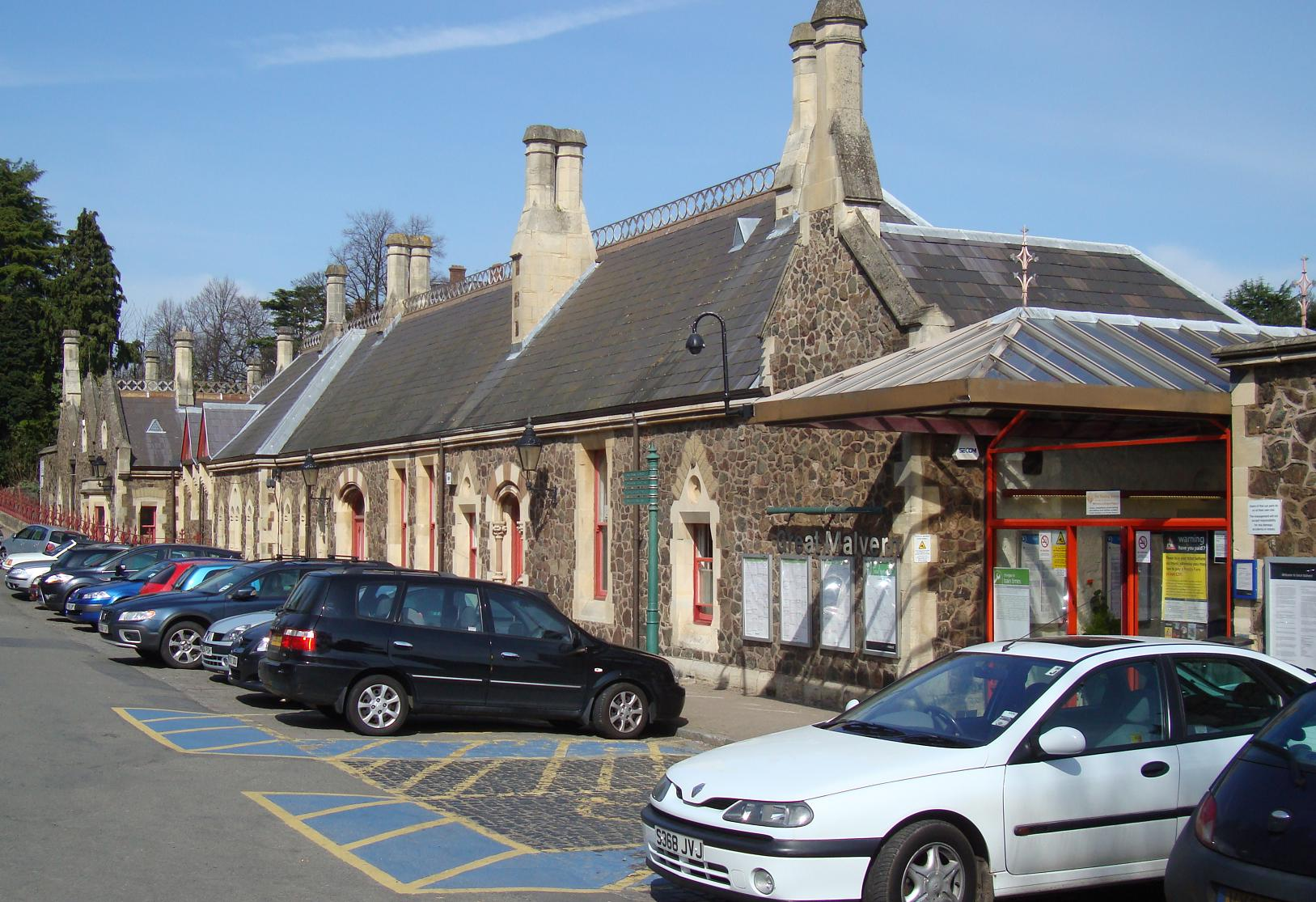
Exterieur, 2010
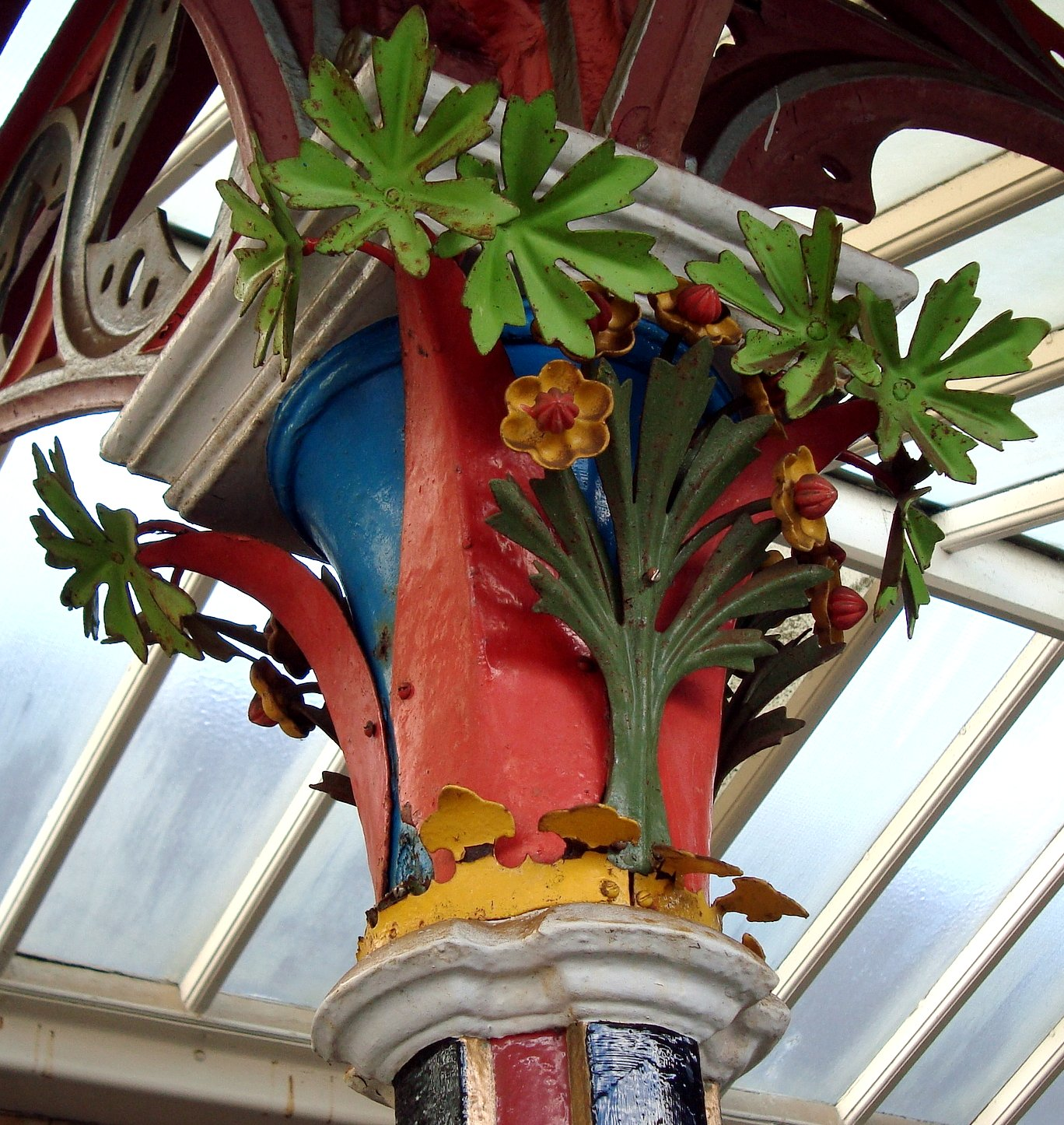
Detail perronoverkapping